# Kodiak

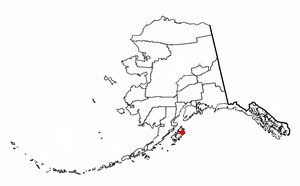
Situació de la ciutat de Kodiak

Kodiak (en rus:Кадьяк) és la ciutat principal de les set que hi ha a l'illa Kodiak a l'estat dels Estats Units d'Alaska. Té uns 6.228 habitants (2008).
És el centre de transport i comercial de l'illa de Kodiak.
Originàriament estava habitada per l'ètnia Alutiiq en la seva llengua "Kadiak" significa "illa". L'any 1763 va ser descoberta pels russos i 15 anys més tard pel capità Cook. Al segle xviii va rebre immigrants de Rússia i va passar a ser la capital de l'Alaska russa. Com a part de la compra d'Alaska pels Estats Units el 1867, Kodiak va passar a ser un centre comercial de pesca, activitat que continua actualment. El turisme té una importància econòmica menor i els principals atractius que ofereix al visitant és el turisme d'aventura la pesca de salmó i l'halibut i la visió d'animals emblemàtics com l'ós de Kodiak.

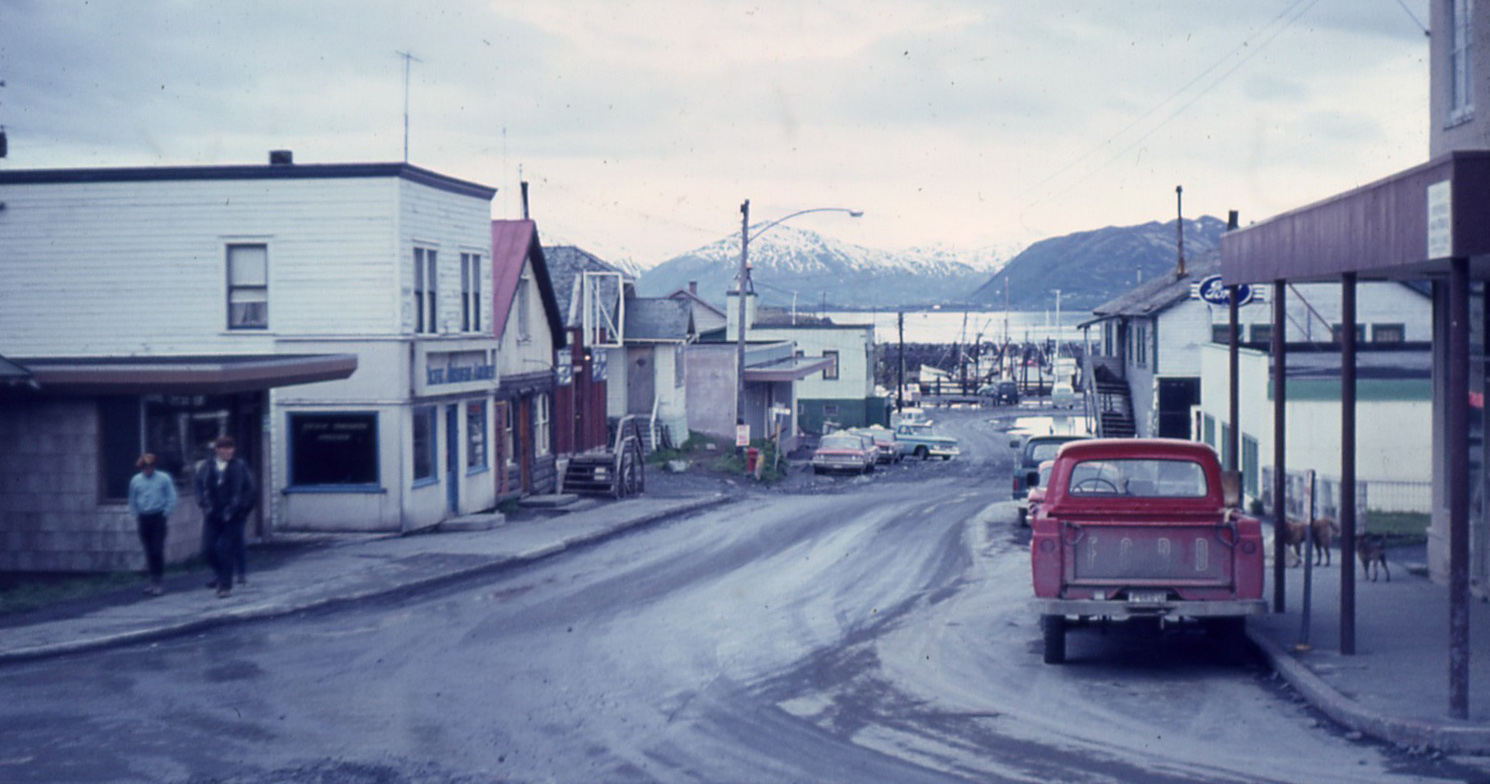
Carrer de Kodiak el 1965

## Clima
La ciutat de Kodiak està situada a la latitud 57° 47′ N i a la longitud 152° 23′ W principalment aquest factor geogràfic i la seva condició insular fa que tingui un clima oceànic subpolar classificat com Cfc en la classificació climàtica de Köppen amb hiverns relativament llargs i freds (-1 °C al gener), i estius suaus (+12,5 °C a l'agost). Les precipitacions són altes tot l'any però no ho són tant en els mesos d'estiu, el total anual és de 1.913 litres de pluja i neu.